# RAF Docking
RAF Docking – baza lotnicza RAF znajdująca się koło Docking (hrabstwo Norfolk) w odległości ok. 52 km na północny zachód od miasta Norwich. Działała od czerwca 1940 jako lotnisko pomocnicze dla bazy stacji dowodzenia przybrzeżnego RAF Bircham Newton. Z bazy RAF Docking operowały jednostki lotnicze zbierania danych meteorologicznych nad Atlantykiem oraz Europą. Między innymi też była używana do operacji obrony wybrzeża przez Dywizjon 304 Polskich Sił Powietrznych. Baza działała do 1958.

## Zobacz
- Bazy RAF używane przez PSP